# اچ‌ام‌اس لوانت (۱۸۱۳)
اچ‌ام‌اس لوانت (۱۸۱۳) (به انگلیسی: HMS Levant (1813)) یک کشتی بود که طول آن ۱۱۶ فوت (۳۵ متر) بود. این کشتی در سال ۱۸۱۳ ساخته شد.